# نیکولای آپالیکوف
نیکولای سرجیویچ آپالیکوف (به روسی: Апаликов, Николай Сергевич) (زاده ۲۶ اوت ۱۹۸۲ در اورسک) بازیکن والیبال اهل روسیه عضو تیم ملی والیبال روسیه و باشگاه زنیت کازان است. آلپالیکوف به همراه روسیه مدال طلا بازیهای المپیک تابستانی ۲۰۱۲ را به دست آورد.